# Кичера (городское поселение)
Городско́е поселе́ние «Посёлок Кичера» (бур. Кичерын hомон) — муниципальное образование в Северо-Байкальском районе Бурятии Российской Федерации.
Административный центр — пгт Кичера.

## История
Статус и границы городского поселения установлены Законом Республики Бурятия от 31 декабря 2004 года № 985-III «Об установлении границ, образовании и наделении статусом муниципальных образований в Республике Бурятия»

## Население
| 2011  | 2012  | 2013  | 2014  | 2015  | 2016  | 2017  |
| ----- | ----- | ----- | ----- | ----- | ----- | ----- |
| 1356  | ↘1321 | ↘1315 | ↘1259 | ↘1218 | ↘1141 | ↘1098 |
| 2018  | 2019  | 2020  | 2021  | 2023  | 2024  | 2025  |
| ↘1040 | ↘1001 | ↘946  | ↘922  | ↘873  | ↘851  | ↘840  |

## Состав городского поселения
| № | Населённый пункт | Тип населённого пункта      | Население |
| - | ---------------- | --------------------------- | --------- |
| 1 | Кичера           | пгт, административный центр | ↘840      |